# Stora Saxen
Stora Saxen är en sjö i Avesta kommun i Dalarna och ingår i Dalälvens huvudavrinningsområde.